# Кобб, Джимми
Уилбур Джеймс Кобб (англ. Wilbur James Cobb; 20 января 1929 — 24 мая 2020) — американский джазовый барабанщик.

## Карьера

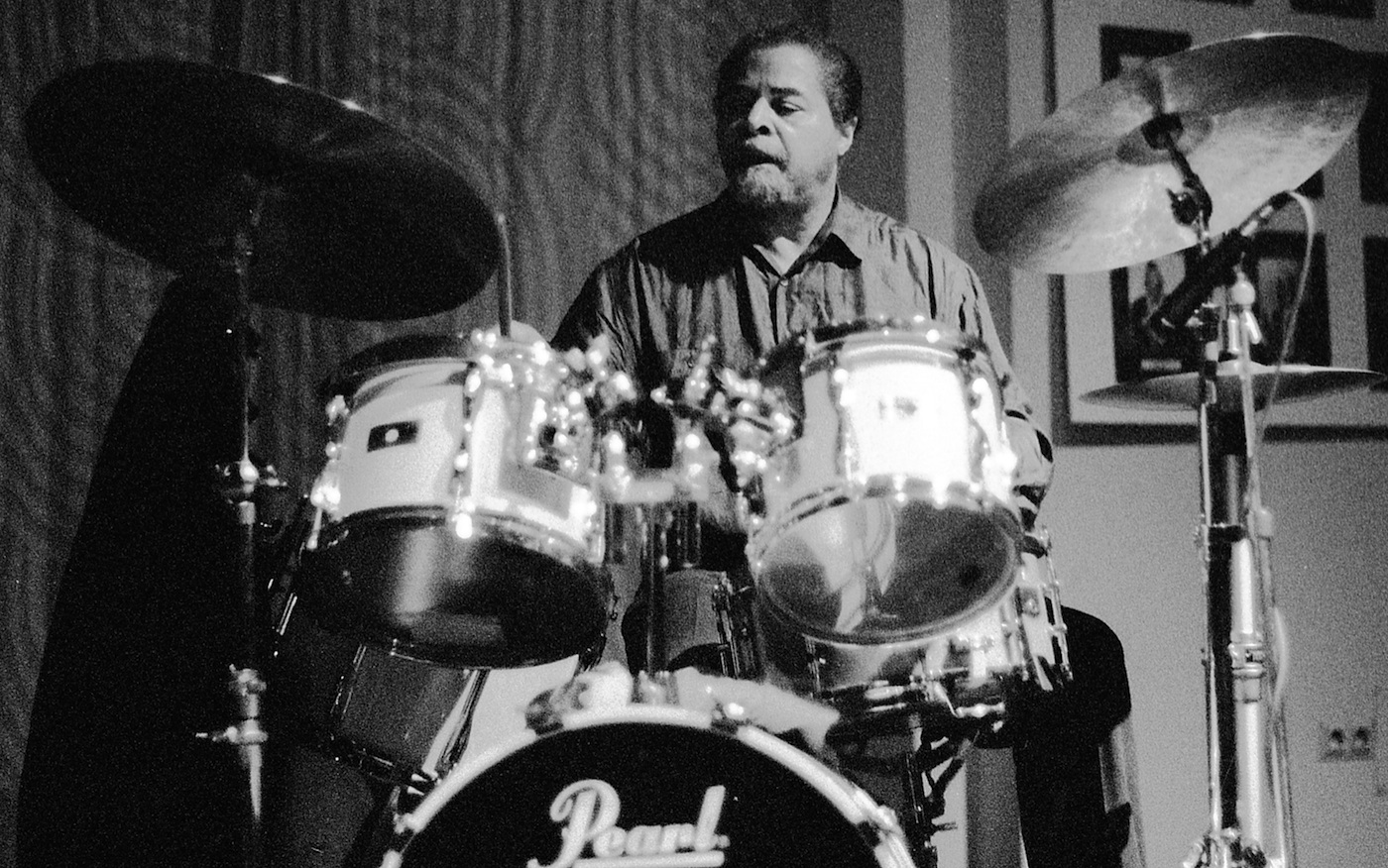
Джимми Кобб с квинтетом Нэта Эддерли, 1993

Некоторые наиболее известные работы Кобба представлены на альбоме Майлза Дэвиса Kind of Blue (1959). Он также сыграл на других альбомах Дэвиса, включая Sketches of Spain, Someday My Prince Will Come, Miles Davis at Carnegie Hall, In Person Friday and Saturday Nights at the Blackhawk, Complete и немного на Porgy and Bess и Sorcerer.
Он сотрудничал с такими музыкантами, как Дина Вашингтон, Перл Бэйли, Кларк Терри, Кэннонболл Эддерли, Диззи Гиллеспи, Джон Колтрейн, Сара Воан, Билли Холлидей, Уинтон Келли, Стэн Гетц, Уэс Монтгомери, Арт Пеппер, Гил Эванс, Майлз Дэвис, Пол Чемберс, Кенни Баррелл, Дж. Дж. Джонсон, Сонни Ститт, Нэт Эддерли, Бенни Голсон, Лео Паркер, Чарли Роуз, Эрни Роял, Филли Джо Джонс, Бобби Тиммонс, Уолтер Букер, Джером Ричардсон, Китер Беттс, Джимии Кливленд, Сэм Джонс, Рэд Гарленд, Джо Хендерсон, Эдди Гомез, Билл Эванс, Джереми Стейг, Ричард Вайндс, Питер Бернстейн, Ричи Коул, Нэнси Уилсон, Рикки Форд и Дэвид Амрам.
Джимми Кобб умер 24 мая 2020 года от рака легких.